# Al-Marakib
Al-Marakib (arab. المرقب, Al-Marqab) – gmina w Libii ze stolicą w Al-Chums.
Liczba mieszkańców – 341 tys. (2004)
Kod gminy – LY-MB (ISO 3166-2).
Al-Markab graniczy z gminami:
- Misrata – południowy wschód
- Tarhuna wa-Masalata – południowy zachód
- Tadżura wa-an-Nawahi al-Arba – północny zachód